# Zea perennis
Zea perennis là một loài trong chi Zea (chi Bắp ngô). Đây là một trong hai loài cây lâu năm trong chi Zea. Loài cây lâu năm còn lại, Z. diploperennis, là loài chị em gần của Z. perennis. Hai loài này tạo một nhánh với Z. luxurians. Ba loài này hợp thành đoạn Luxuriantes của chi Zea. Z. perennis là loài thể tam bội duy nhất trong chi Zea, hiếm khi tạo con lai sinh sản được với các loài thể nhị bội cùng chi.
Do tầm quan trọng kinh tế của bắp, có sự quan tâm nhất định đến việc dùng gen của những loài Zea khác nhằm nâng cao sản lượng hay chất lượng mùa vụ. Z. perennis được quan tâm vì tiềm năng biến bắp ngô thành cây trồng lâu năm.